# 캐나다의 자동차 산업
캐나다의 자동차 산업은 주로 미국이나 일본에 본사를 둔 외국 자동차 제조업체의 조립 공장과 수백 개의 자동차 부품 및 시스템 제조업체로 구성된다.
캐나다는 현재 세계에서 13번째로 큰 자동차 생산국이며, 가치 기준으로 7번째로 큰 자동차 수출국으로 2020년에는 140만 대의 차량을 생산하고 320억 달러 상당의 차량을 수출했다. 캐나다의 역대 최고 순위는 1918년부터 1923년까지 세계 2위 생산국이었고, 제1차 세계 대전 이후에는 3위였다.
자동차 제조는 캐나다의 가장 큰 산업 부문 중 하나이며, 제조업 GDP의 10%와 제조업 무역의 23%를 차지한다. 캐나다는 승용차, 트럭, 버스, 자동차 부품 및 시스템, 트럭 차체 및 트레일러뿐만 아니라 타이어 및 기계, 공구, 금형 (MTDM)을 생산한다. 자동차 산업은 차량 조립 및 자동차 부품 제조에 125,000명 이상을 직접 고용하고 있으며, 유통 및 애프터마켓 판매 및 서비스에 380,000명을 추가로 고용하고 있다.

## 역사
캐나다에서 제조된 가장 오래된 현존 차량은 1903년에 제작된 레드패스 메신저(Redpath Messenger)이다. 이 차량은 1기통 엔진과 샤프트 구동 방식, 2단 변속기를 사용하여 목재 마차 차체를 가졌다. 이는 자동차 역사상 최초로 기울기 스티어링 휠을 장착한 차량이었다. 무게는 약 650파운드였고, 최고 속도 시속 10마일로 600~700달러에 판매되었다. 현재 캐나다 자동차 박물관에 전시되어 있는 단 하나의 모델만이 알려져 있다.
캐나다에서 자동차의 첫 대규모 생산은 1904년 윈저 근처의 워커빌에서 이루어졌다. 운영 첫해에 고든 맥그레거(Gordon McGregor)와 월리스 캠벨(Wallace Campbell)은 소수의 작업자들과 함께 워커빌 왜건 웍스(Walkerville Wagon Works) 공장에서 117대의 포드 모델 C를 생산했다.

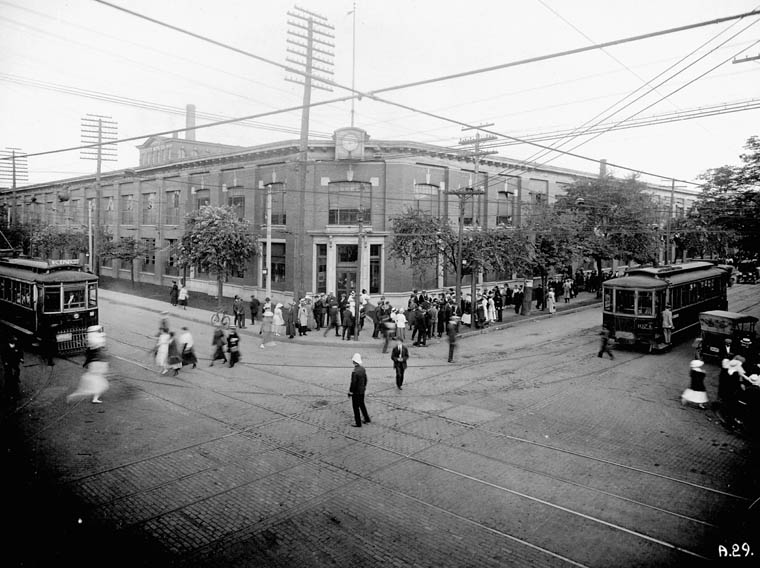
1917년 토론토에 있던 러셀 자동차 회사 공장

브랜드로는 브룩스, 레드패스, 튜드호프, 맥케이 (노바스코샤 캐리지 앤 모터카 컴퍼니), 그레이-도트, 채텀, 안헌트, 러셀 (CCM), 하이스롭 앤 로널드, 그리고 맥러플린 등을 통해 캐나다는 많은 국내 자동차 브랜드를 보유했다. 1918년, 맥러플린은 미국 회사인 제너럴 모터스에 인수되었고 제너럴 모터스 캐나다로 재브랜딩되었다. 1930년대에는 스튜드베이커가 캐나다에서 록니를 만들었다.
제1차 세계 대전의 요구에 힘입어 캐나다의 자동차 산업은 1923년까지 세계에서 두 번째로 큰 규모로 성장했지만, 여전히 높은 관세 장벽 뒤에서 많은 모델을 생산하는 상대적으로 비효율적인 공장들로 구성되어 있었다. 캐나다-미국 자동차 제품 협정이 체결되기 전에는 캐나다 자동차 산업은 높은 소비자 가격과 생산 비효율성으로 특징지어졌다.
1965년 자동차 제품 무역 협정 또는 "오토 팩트(Auto Pact)"는 오늘날 캐나다 자동차 산업을 만드는 데 가장 중요한 단일 요소이다. 오토 팩트의 주요 특징은 1:1 생산-판매 비율과 캐나다 부가가치(Canadian Value Added) 요구 사항이었다. 2015년 기준으로 주요 자동차 회사는 피아트-크라이슬러, 포드, 제너럴 모터스, 혼다, 토요타이다.
캐나다에서 조립된 17개 차량 중 조립 비용을 제외하고, 캐나다에서 조립된 평균 차량의 캐나다 부품 함량은 2016년에 4,105달러, 즉 전체 부품 함량의 17.2%를 차지했다. 이 수치는 최근 몇 년간 25.6%에서 13%까지 변동했다. 다른 추정치에 따르면 전체 캐나다 부품 함량은 20%에서 24% 사이다. 혼다와 토요타가 운영하는 공장의 캐나다 부품 함량은 디트로이트 3사(Detroit Three)가 운영하는 캐나다 공장보다 플라스틱 사출 성형 부품과 같은 사내 부품 제조를 더 많이 하기 때문에 더 높을 가능성이 있다.

## 전기차
전 세계가 전기차로 전환함에 따라 캐나다 자동차 산업도 그 흐름을 따른다. 퀘벡의 전기 버스 제조업체인 레텐다(Letenda)는 30피트 길이의 무공해 버스인 일렉트립(Electrip) 버스를 발표했다.

## 캐나다 자동차 회사

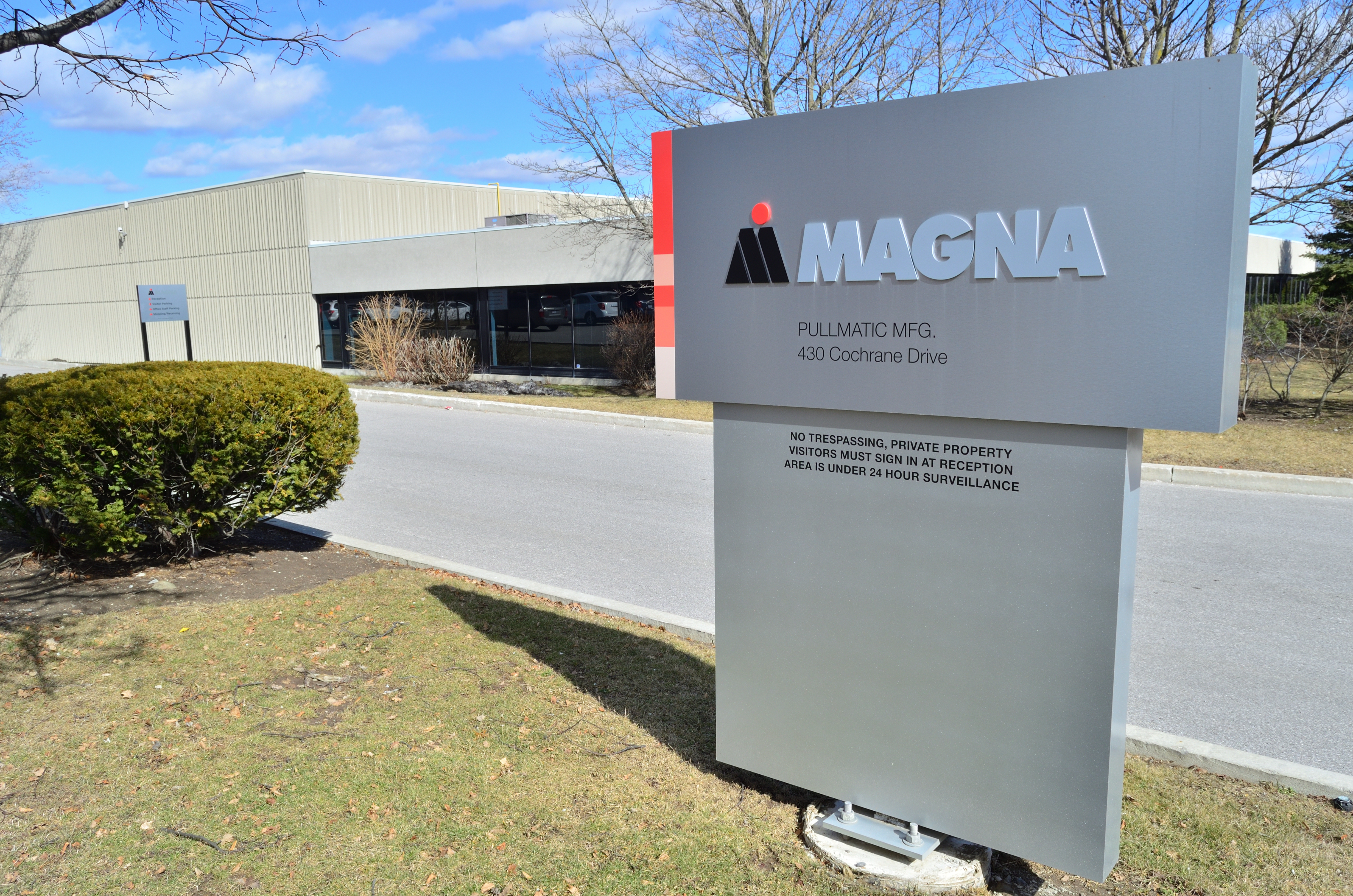
북미 최대 자동차 부품 제조업체인 마그나 인터내셔널 본사 입구

다음 목록에는 캐나다에 본사를 둔 자동차 제조업체와 자동차 부품 및 구성 요소 제조업체가 포함되어 있다.
- 캐나다 전기차
- 펠리노 코퍼레이션
- 인터메카니카
- 잉카스
- 리나마르
- 라이온 전기차 회사
- 마그나 인터내셔널
- 매그넘 카스
- 마틴레아 인터내셔널
- 멀티매틱
- 뉴 플라이어
- 노바버스
- 프레보 카
- 테러다인 장갑차
- 비시니티 모터 코퍼레이션

### 사라진 자동차 제조업체 및 브랜드
- 아카디안 (제너럴 모터스)
- 앨러드 모터 웍스
- 아메리칸 모터스 캐나다
- 오토모빌 매닉
- 브릭클린
- 브룩스 스팀 모터스
- 더비 (캐나다 자동차)
- 뒤퐁 인더스트리즈
- 다이너스티 전기차 코퍼레이션
- 그레이-도트 모터스
- HTT 자동차
- 로렌시안 (폰티악)
- 노바스코샤 캐리지 앤 모터카 컴퍼니
- 맥러플린 자동차
- 메테오 (포드)
- 오리온 인터내셔널
- 레드패스 모터 비히클 컴퍼니
- 러셀 자동차 회사
- 스튜드베이커 캐나다
- 스즈키 캐나다 주식회사
- 튜드호프 캐리지 컴퍼니
- 젠 모터 컴퍼니

## 캐나다의 해외 자동차 제조업체

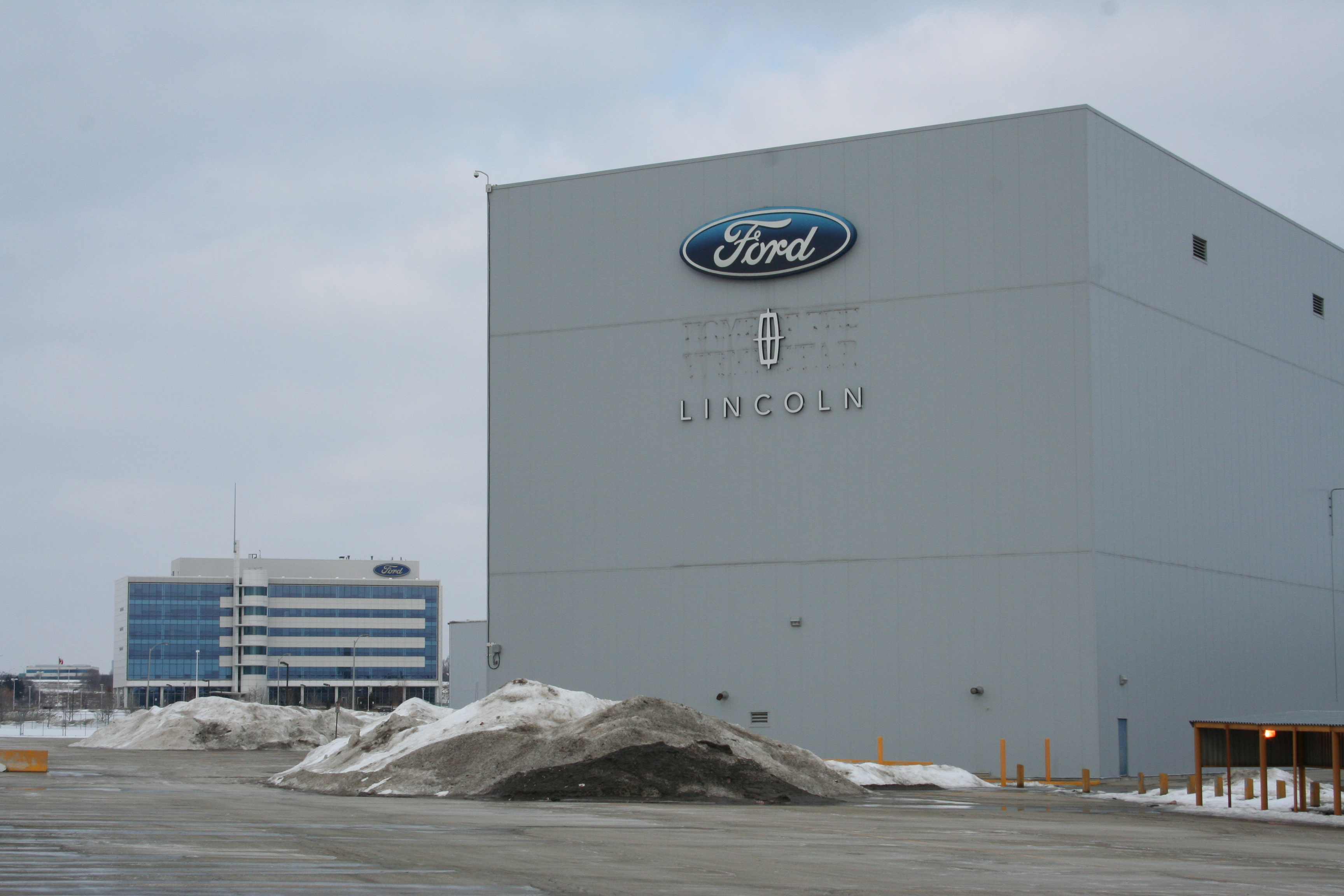
포드 모터 컴퍼니 오브 캐나다의 오크빌 조립 단지 (온타리오주 오크빌)

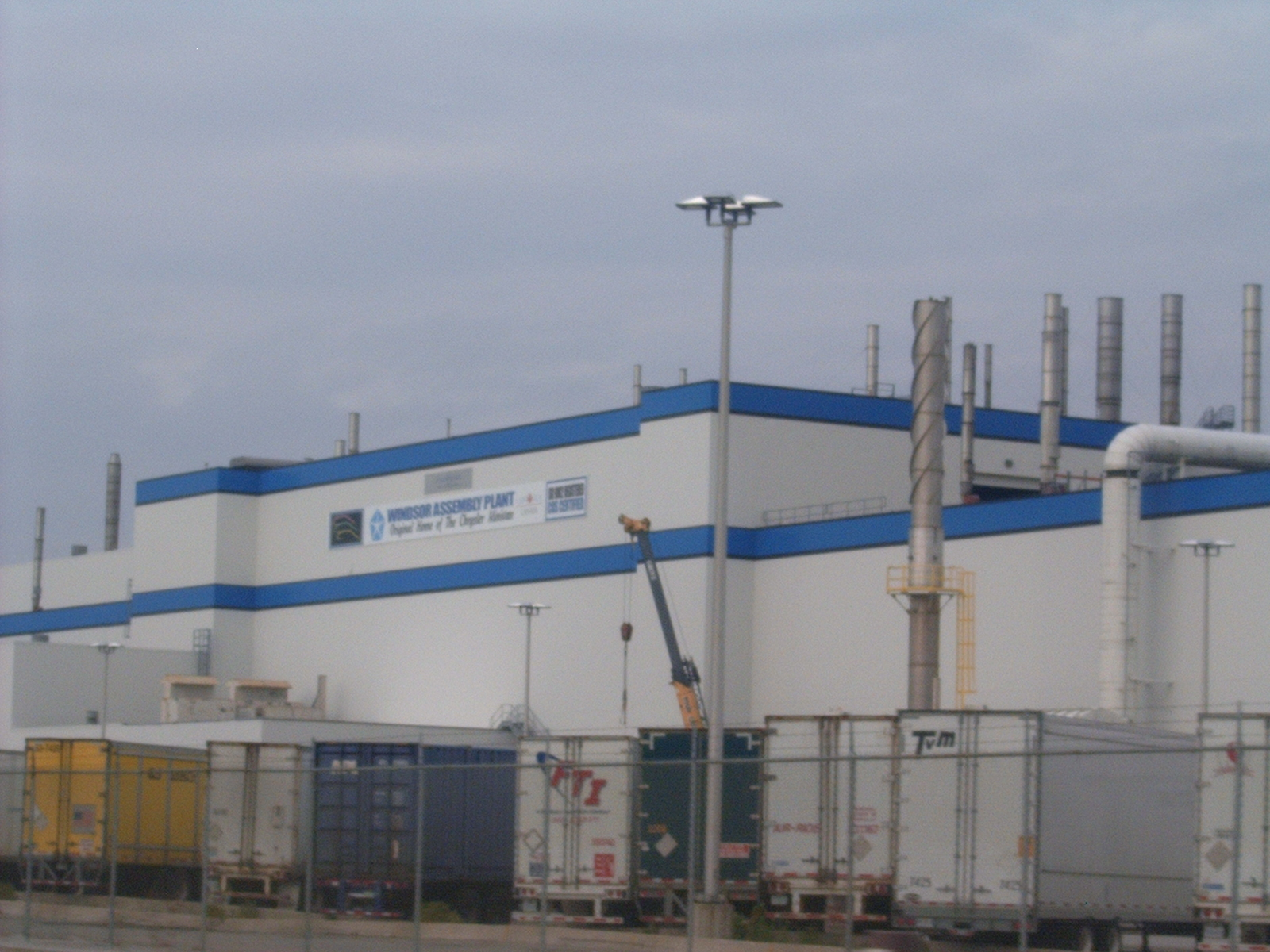
스텔란티스 캐나다의 윈저 조립 단지 (온타리오주 윈저)

2017년 현재 캐나다에서 제조 시설과 캐나다 자회사를 운영하는 외국 자동차 제조업체는 5개이다. 이 캐나다 자회사들의 본사는 모두 온타리오주에 있으며, 제조 시설 또한 마찬가지이다.
캐나다에 제조 시설을 둔 해외 자동차 제조업체는 다음과 같다:
| 모회사           | 캐나다 자회사                | 캐나다 내 현재 제조 시설                                                                                   |
| ---------------- | ---------------------------- | --- |
| 포드 모터 컴퍼니 | 포드 모터 컴퍼니 오브 캐나다 | - 에식스 엔진 공장 (1981–2007; 2009–현재) - 오크빌 조립 공장 (1953–현재) - 윈저 엔진 공장 (1978–현재)      |
| 제너럴 모터스    | 제너럴 모터스 캐나다         | - CAMI 조립 공장 (1989–현재) - 오샤와 자동차 조립 공장 (1907–현재) - 세인트 캐서린스 엔진 공장 (1954–현재) |
| 혼다             | 혼다 캐나다 주식회사         | - 혼다 캐나다 제조 (1986–현재)                                                                             |
| 스텔란티스       | 스텔란티스 캐나다            | - 브램턴 조립 공장 (1985–현재) - 윈저 조립 공장 (1928–현재) - 에토비코 주조 공장 (1942–현재; 1964년 인수)  |
| 토요타           | 토요타 캐나다 주식회사       | - 토요타 모터 제조 캐나다 캠브리지 공장 (1988–현재) 및 우드스탁 공장 (2008–현재)                           |

앞서 언급된 해외 자동차 제조업체 외에도 현대자동차, 스즈키, 볼보는 캐나다에서 제조 시설을 운영했던 3개 해외 자동차 제조업체이다. 1989년 현대자동차 캐나다 주식회사는 브로몬에 스탬핑 및 조립 공장을 열었으며, 차체, 도장, 트림 숍과 공장용 주유소, 도장 잔여물 처리 공장, 행정 사무실을 갖추었다. 브로몬 공장은 5년 동안 운영되다 1994년에 폐쇄되었다. 스즈키는 처음에는 제너럴 모터스 캐나다와 합작 투자로 CAMI 오토모티브 조립 공장을 운영했지만, 스즈키는 벤처에서 철수하고 2009년에 조립 생산을 중단했다. 볼보는 1963년부터 1998년까지 볼보 핼리팩스 조립 공장을 운영했다.

## APMA
캐나다의 자동차 부품 제조 네트워크는 APMA (Automotive Parts Manufacturer's Association)가 대표한다. 2020년 11월, 저스틴 트뤼도 총리는 2050년까지 순배출 제로를 달성하겠다는 목표를 발표했다. 이를 위해 APMA는 산업의 견고한 경험, 기술 및 공급망의 폭을 강조하기 위해 프로젝트 애로우라고 불리는 캐나다 부품 및 기술로 완전한 무공해 콘셉트 카를 설계하고 제작하는 프로젝트를 시작했다. 이 프로젝트는 연방 정부로부터 500만 달러와 퀘벡주로부터 140만 달러의 연방 기금을 지원받았다. 애로우 프로젝트 이름은 1959년에 중단된 아브로 애로우 전투기에 대한 경의를 표하는 것이다.

## 같이 보기
- 2008–2010년 자동차 산업 위기
- 빅 스리 (자동차 제조업체)
- 캐나다-미국 자동차 제품 협정
- 분권화
- 2008–2010년 자동차 산업 위기가 캐나다에 미친 영향
- 온타리오주에서 제조된 자동차 목록

## 추가 문헌
- Anastakis, Dimitry. Auto Pact: Creating a Borderless North American Auto Industry, 1960–1971 (U of Toronto Press, 2005)

- Anastakis, Dimitry. Autonomous State: The Struggle for a Canadian Car Industry from OPEC to Free Trade (U of Toronto Press, 2012) online

- Mordue, Greig. "Government, foreign direct investment and the Canadian automotive industry, 1977-1987." (Ph.D. dissertation, University of Stathclyde, 2007) online

- Mordue, Greig, and Brendan Sweeney. "Neither core nor periphery: The search for competitive advantage in the automotive semi‐periphery." Growth and Change 51.1 (2020): 34-57. online

- Ross, Stephanie, and Larry Savage. Building a better world: An introduction to the labour movement in Canada (Fernwood Publishing, 2023) online